# Кротит
Кротит — минерал, состоящий из кальция, алюминия и кислорода с молекулярной формулой CaAl2O4. Является диморфом низкого давления (диморф высокого давления — дмитрийивановит).
Кротит был обнаружен в 2011 году в богатом кальциево-алюминиевым включении хондритового метеорита, который приземлился в Марокко.
Имя минерала было принято Международной минералогической ассоциацией в честь Александра Н. Крота, исследователя в области космохимии гавайского университета в Маноа.
Ученые обнаружили, что этот минерал образуется при высоких температурах (не менее 1500°С) и низком давлении. Эти условия формирования согласуются с гипотезой о том, что частицы кротита, найденные в метеорите, образовались в виде высокотемпературного конденсата солнечной туманности (из которой образовалась солнечная система около 4,6 млрд лет назад). Таким образом, они, вероятно, являются одними из самых старых минералов, образованных в солнечной системе.
Вероятно, что включение напоминало «треснувшее яйцо», потому что его края были в трещинах, заполненных гидроксидами железа и алюминия. Исследователи предполагают, что кальциево-алюминиевый комплекс был когда-то окружен горячим газом, который прореагировал с кристаллами кротита на поверхности включения. Скорее всего трещины были заполнены гидрированными оксидами в результате выветривания, которое произошло после приземления метеорита на Землю.